# Боров, Илья Григорьевич
Илья Григорьевич Боров (5 мая 1899 — 27 мая 1961) — советский русский, казахстанский и киргизский театральный режиссёр. Заслуженный артист РСФСР (1934), Народный артист Казахской ССР (1936).

## Биография
Родился в городе Кременчуг в семье бухарских евреев.
В 1919—1922 годах учился в Киевской театральной студии.
В 1926 году окончил Высшие театральные мастерские в Москве.
В 1926-1935 годах работал режиссёром рабочего театра облпрофсовета в Иваново-Вознесенске.
В 1935—1937 годах — художественный руководитель Казахского республиканского драматического театра в Алма-Ате. На казахстанской сцене поставил спектакли «Аристократы» Н. Ф. Погодина, «Ревизор» Н. В. Гоголя (1936), «В яблоневом саду» М. Ауэзова, «Амангельды» Б. Майлина и Г. Мусрепова (1937).
В 1942 году вступил в КПСС.
С августа 1943 года по 1949 года являлся художественным руководителем и директором Алтайского краевого театра драмы.
С 1952 года работал в Киргизском театре во Фрунзе.
Кроме того, в разное работал в театрах Ижевска, Тулы.

## Спектакли
- «Аристократы» Погодина (1936)
- «Ревизор» (1936)
- «В яблоневом саду» М.Ауэзова
- «Амангельды» Б.Майлина и Г.Мусрепова (1937)
- «Пути-дороги» Г.Федорова
- «Заговор обреченных» Т.Вирты
- «Вас вызывает Таймыр» К.Исаева и А.Галича
- «Отелло» У.Шекспира
- «Человек с ружьем» Н.Погодина